# 규혁
규혁(2002년 11월 16일 ~ )은 대한민국의 가수다. 2020년 EP [B-MILY]로 데뷔했다.

## 방송
- 고등래퍼 4 (2021) - Top40

## 음반
- B-MILY (2020)
- NOIZE BLUE (2021)
- 20 Life (2021)
- PRIVATE NOTE (2021)